# Georg Nikolaus Garlichs
Georg Nikolaus Garlichs (* 19. Oktober 1965) ist ein deutscher Ökonom sowie Chief Financial Officer (CFO) und einer der beiden Geschäftsführer der privaten European School of Management and Technology (ESMT) mit Sitz in Berlin.

## Herkunft und Ausbildung
Garlichs ist das erste von fünf Kindern des Juristen Friedrich Adolf Garlichs und seiner Ehefrau Elsbeth Grisstede. Nach der Grundschule in Schapdetten besuchte er ab 1976 das Schillergymnasium Münster, wo er 1986 das Abitur machte. Anschließend schloss er das Studium der Betriebswirtschaftslehre in Passau und der Internationalen Betriebswirtschaftslehre in Berlin, Paris und Oxford mit den Abschlüssen Diplom-Kaufmann, Diplôme de l’ École Européenne des Affaires und European Master of Management ab.

## Beruf
Von 1996 bis 2006 war Garlichs in verschiedenen kaufmännischen Leitungsfunktionen bei der T-Systems International GmbH, von 2006 bis 2009 als Chief Financial Officer (CFO) bei der Schimmel Verwaltungsgesellschaft mbH und dann bis Ende 2010 zusammen mit seinem Bruder als Geschäftsführer der Dr. Garlichs Immobilien tätig. Außerdem war er Referent und Referatsleiter der Treuhandanstalt in Berlin und Manager bei der Gebr. Otto GmbH (seit 2011 ESE Group), einem Unternehmen der Entsorgungsbranche.

### EBS Universität für Wirtschaft und Recht
Im Dezember 2010 wurde Garlichs Kanzler der EBS Universität und Geschäftsführer mit Verantwortung für „Rechnungswesen, Controlling, Facilities/Bau, Personal und Recht“. Als sich der damalige EBS-Präsidenten Christopher Jahns nach öffentlichen Vorwürfen um die Vermengung von dienstlichen und privaten Geschäften am 17. März 2011 von seinen Funktionen als Präsident und CEO der EBS freistellen ließ, wurde Garlichs kommissarisch neuer Sprecher der Geschäftsführung. Unter Beteiligung von Garlichs wurde eine Kommission zur Überarbeitung des internen Regelwerks eingesetzt, um Fehlverhalten und Interessenkonflikten dieser Art zukünftig vorzubeugen. Zur Stabilisierung der Finanzlage wurden Sparmaßnahmen beschlossen.

### European School of Management and Technology (ESMT)
Zum 1. April 2014 wechselte Garlichs zur ESMT, wo er als Nachfolger von Peter Utzig zum CFO und Geschäftsführer bestellt wurde.

## Weitere Tätigkeiten
Zeitweise war Garlichs beratend tätig für SIMuCON, einen Heidelberger Unternehmensberater für kleine und mittlere Unternehmen.
Ehrenamtlich engagiert er sich als Finanzbeauftragter im Verwaltungsrat des Evangelischen Jugend- und Missionswerks e. V. (MBK), Bad Salzuflen.